# Ерін Вудлі
Ерін Вудлі (англ. Erin Woodley, 6 червня 1972) — канадська синхронна плавчиня.
Призерка Олімпійських Ігор 1996 року.
Призерка Чемпіонату світу з водних видів спорту 1994 року.
Переможниця Ігор Співдружності 1994 року.
Призерка Панамериканських ігор 1995 року.